# González Padín
González Padín was een luxe warenhuisketen gevestigd in San Juan, Puerto Rico. De keten had op het hoogtepunt 10 winkels in Puerto Rico. De keten sloot in 1995 en was ten tijde van de sluiting het grootste en oudste warenhuis op het eiland.

## Geschiedenis
In oktober 1884 opende José González Padín, een handelaar van Spaanse afkomst, een juwelierszaak in de Calle Fortaleza in het oude San Juan. Dames in crinoline-rokken en mannen met krullende snorren kwamen in door paarden getrokken rijtuigen naar deze grote nieuwe bazaar vol nieuwigheden. De Calle Fortaleza werd beschouwd als het commerciële centrum van het oude San Juan. Een paar jaar later ging Don Jose González Padín samenwerken met zijn broer, Don Anselmo González Padín, die samen met de neven van de broers Padin in de zaak stapte. Het waren Don Anselmo Lores en Don Fernando Fernández, samen met Don Manuel Alvarez Santos en Don Angel Rolan, die de onderneming een grote impuls gaven. Naarmate de onderneming bleef groeien, werd de oorspronkelijke voorgevel gemoderniseerd en uitgebreid naar de bovenste verdieping van het gebouw waarin het zich bevond. Het was de eerste winkel van González Padín met grote glazen ramen. In die tijd werd dit gezien als een revolutie in de bouw van gevels van winkels. Om deze reden werd het door het publiek gedoopt als "The glass corner". Er werden kassa's toegevoegd en het had nu, als belangrijkste attractie, de eerste elektrische lichtreclame in een winkel in Puerto Rico. Deze lichtreclame werd zo populair dat mensen Padín ook "de winkel met 300 gloeilampen" noemden.
In 1912 werd de firma omgedoopt tot González Padín y Co., Incorporated, waarna de heer Anselmo González Padin zich terugtrok uit het bedrijf. Hij bleef echter bij zijn familieleden op het eiland. Don Jose González Padin werd vervolgens voorzitter van het bedrijf. Omdat de winkel zo groot was geworden, was een uitbreiding noodzakelijk. De winkel werd uitgebreid tot aan de Matienzopassage, naar het gebouw met drie verdiepingen naast het gebouw waarin het zich oorspronkelijk bevond. Daar werd de eerste lift voor commercieel gebruik in een winkel in San Juan geïnstalleerd. Er werd ook een frisdrankfontein geïnstalleerd, de eerste in zijn soort. Het bedrijf zou later ook winkels openen in Mayagüez en Ponce. In 1923 verhuisde González Padín voor een bedrag van $ 750.000 naar een nieuw gebouw op het hoofdplein van San Juan en opende daar zijn vlaggenschipwinkel, die de 'eerste commerciële wolkenkrabber' van Puerto Rico werd. San Juan had eindelijk een groot warenhuis, tegenover de Plaza de Armas. Het bedrijf zette zijn baanbrekende werk voort in veel details die later algemeen werden gebruikt door bedrijven op het eiland. Het was de eerste winkel die een thuisbezorgservice aanbood en die ‘een vaste prijs voor iedereen’ hanteerde, zoals het vaste prijssysteem dat later de handel op het eiland zou bepalen.

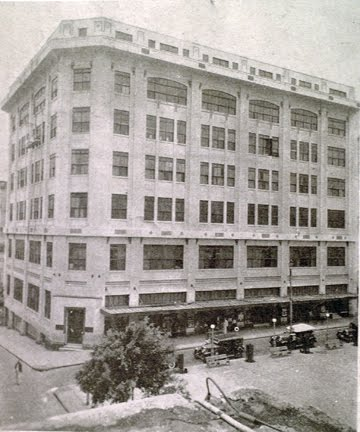
Vlaggenschipwinkel van González Padín in San Juan in 1923

In 1949 werd voor het eerst een grote etalage voor Kerstmis versierd, geïnspireerd op de Aanbidding der Wijzen. Dat had een enorme impact, want er werden levensgrote poppen gebruikt, gekleed in allegorische kleding. Hiermee begon een traditie: elk jaar, tijdens de kerstperiode, wachtten duizenden mensen, vooral kinderen, in het oude San Juan op de kerstversieringen van González Padín. 

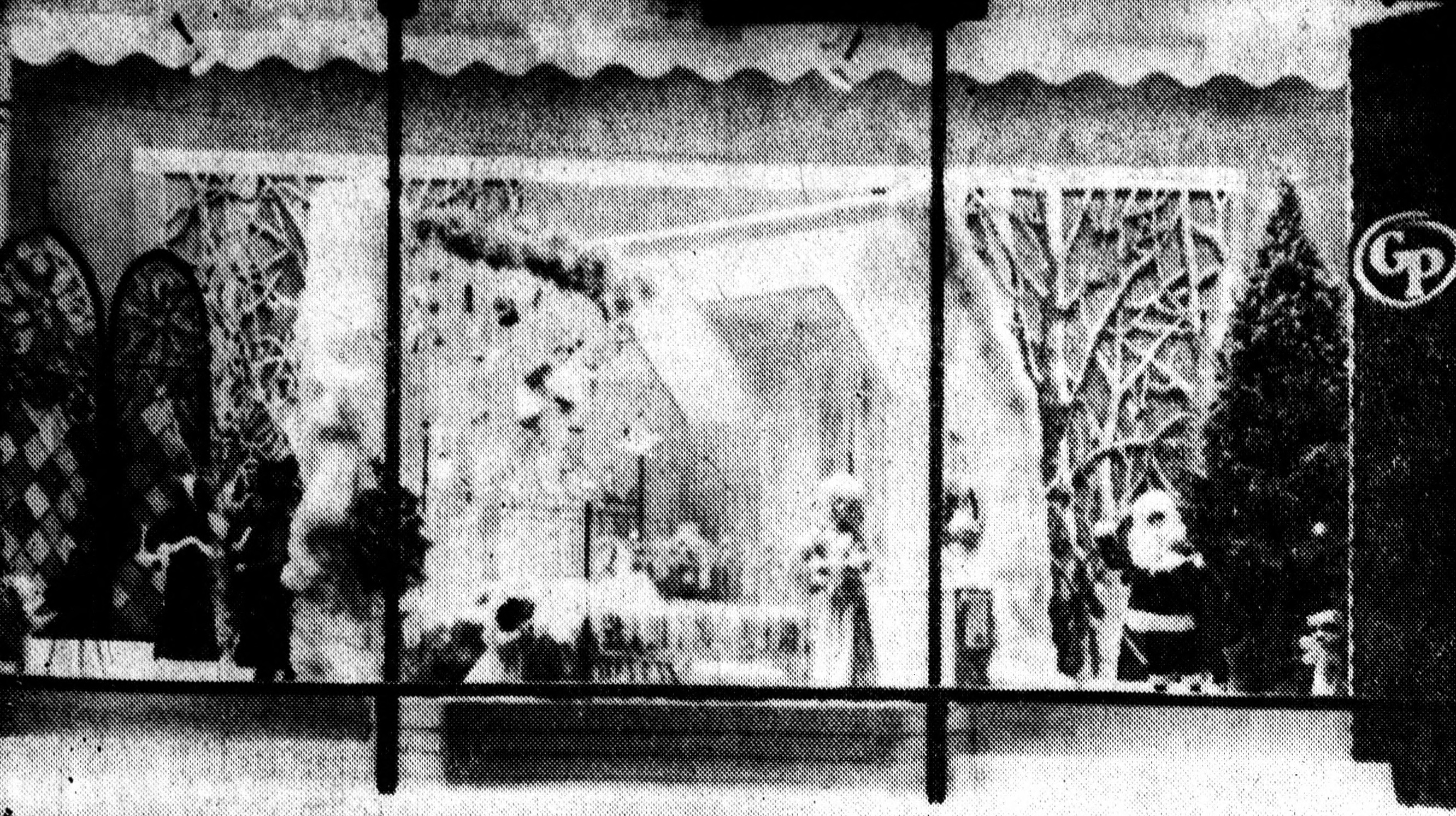
Kerstetalage in de flagshipstore van González Padín in San Juan in 1969

### Uitbreiding en overnames: jaren 1950 - begin jaren 1990
Op 8 oktober 1958 maakte González Padín bekend dat het bedrijf plannen had om het jaar daarop een nieuwe winkel te openen in Santurce. Volgens de directeuren van het bedrijf zouden ze daar opnieuw de eersten zijn die het publiek roltrappen zouden aanbieden, zoals in sommige winkels in New York. Ze zeiden ook dat de nieuwe winkel over voldoende parkeergelegenheid in de omgeving zou beschikken en dat er een luifel zou zijn waardoor mensen de winkel konden betreden zonder nat te worden of last te hebben van de zon. Bovendien beloofden ze een modern cafetaria.
Op 18 november 1960 werd er een winkel van 6.400 m² geopend aan de Avenida Ponce de León in Santurce, ter waarde van $ 1,5 miljoen. De nieuwe winkel bestond uit 20 afdelingen waar je alles kon krijgen, van een schroef tot waardevolle voorwerpen, kortom, alles wat een mens maar kon wensen. Er waren ongeveer 150 werknemers. Tot de faciliteiten behoorden een parkeerplaats voor 100 auto's, een achtergrondmuzieksysteem op alle drie de verdiepingen, een frisdrankfontein en toiletten. Op 28 oktober 1967 werd aangekondigd dat González Padín een huurcontract van miljoenen dollars had getekend voor een gebouw van twee verdiepingen en 7.100 m² in het winkelcentrum Plaza Las Américas.
Op 12 september 1968 werd de grootste winkel van de keten geopend in het winkelcentrum Plaza las Américas in San Juan, met twee verdiepingen en een oppervlakte van 7.250 m². Het zou de eerste winkel van de keten in een winkelcentrum zijn. Op 9 november 1976 werd gemeld dat González Padín naar Ponce zou terugkeren. Die week werd het contract getekend tussen het bekende warenhuis González Padín, Inc. en het gigantische winkelcentrum Plaza del Caribe, waarvan de bouw in Ponce in januari 1977 zou beginnen. Dit werd gezamenlijk aangekondigd door de eigenaren van Plaza del Caribe, González Padín en de Kislak Realty Corporation, het bedrijf dat destijds verantwoordelijk was voor de commerciële contracten in het regionale winkelcentrum.
Op 4 oktober 1972 zou een nieuwe winkel worden geopend in de Mayagüez Mall in Mayagüez.
Op 26 november 1976 werd een nieuwe winkel geopend in het winkelcentrum Plaza del Carmen in Caguas. Het werd destijds aangemerkt als een van de modernste winkels in de keten.
Op 9 oktober 1978 werd de zevende winkel van de keten geopend in het winkelcentrum Plaza Carolina in Carolina, met een kostprijs van $ 8 miljoen. De architect van het project, Alfredo M. González, gaf aan dat ontwikkelaar van het Plaza Carolina weliswaar verantwoordelijk was voor de bouw van het gebouw, maar dat het werd gebouwd en ontworpen volgens de specificaties van zijn bedrijf, dat door González Padin & Co. was aangesteld om de leiding over het project op zich te nemen. De structuur van het nieuwe gebouw viel op door de solide constructie met muren van gewapend beton en de moderne en uitgebreide faciliteiten. Enkele van de bijzonderheden van de nieuwe winkel waren onder meer de reflecterende glaspanelen op de voorgevel van de tweede verdieping van de winkel. Hierdoor hebben klanten een panoramisch uitzicht vanuit de winkel, wat de winkel een gevoel van ruimtelijkheid en een andere uitstraling geeft. Ook zijn er ruime interieurs met roltrappen, uitgebreide rustruimtes voor medewerkers en een groen gedeelte dat een tropische sfeer en mooie kleuren aan de nieuwe winkel geeft. De winkel bevond zich in het midden van het winkelcentrum Plaza Carolina en was op twee niveaus aan het winkelcentrum verbonden, waardoor het zowel via de eerste als de tweede verdieping toegankelijk voor het publiek. De winkelfaciliteiten besloegen een oppervlakte van 8.200 m², waarvan 5.600 m² bestemd zou zijn voor de verkoop, 1.900 m² voor een magazijn en 800 m² voor de andere kantoorfaciliteiten, schoonheidssalon en rustruimtes voor het publiek en werknemers. Op 3 november 1981 nam González Padin, dat altijd streeft naar een complete en kwalitatieve dienstverlening aan zijn klanten, de prestigieuze doe-het-zelfwinkel Los Muchachos over en offerde er 465 m² aan op, op de eerste verdieping van zijn winkel in het winkelcentrum Plaza Carolina. Dit was de meest complete doe-het-zelfwinkel in het winkelcentrum Plaza Carolina, en bood een prestigieuze productassortiment aan, zoals: Sherwin Williams- verf, Kohler-badkamerartikelen en de Schlage-sloten. 
Op 27 november 1981 werd een nieuwe winkel geopend in de Arecibo Mall in Arecibo. Voor deze winkel gebruikte González Padín een kleiner winkelconcept dan in andere winkelcentra zoals in het Plaza Las Américas en het Plaza Carolina.
Op 28 december 1983 werd er een nieuwe winkel aangekondigd in de Santa Rosa Mall in Bayamón. Het gebouw zou 1.900 m² beslaan, met nog eens 380 m² aan kantoorruimte. Het zou een ruimte innemen die ooit door Belk-Lindsey in het winkelcentrum werd ingenomen.
Op 6 september 1984 werd gemeld dat González Padín's besloten had om zijn reclamebudget van bijna $ 2 miljoen over te hevelen naar een compleet nieuw bureau. Hierbij werd aangegeven dat men niet de intentie had om zijn eigen bureau op te richten. Ricardo González, destijds directeur van de winkelketen waartoe ook de bouwmarkt Los Muchachos behoorde, zei dat een dag eerder. Op 11 augustus van dat jaar maakte Enrique Marti-Coll, voorzitter van Marti, Flores, Prieto, Comunicaciones, Inc., bekend dat González Padín had besloten om na 12 jaar de banden met het reclamebureau per 15 oktober van dat jaar te verbreken, "om zijn eigen agentschap op te richten". González Padín zou in zee gaan met "een ander agentschap dat nog in oprichting is en dat uit New York komt", aldus Ricardo González destijds, die de beschuldigingen van Martí van de hand wees, waarbij hij het niet bij naam wilde noemen. Hij gaf toe dat González Padín een belang zou hebben in het nieuwe agentschap en dat de winkels voorlopig zijn belangrijkste klanten zouden zijn. Hij benadrukte echter dat het agentschap open zou staan voor nieuwe klanten. Hij verwierp ook informatie waaruit bleek dat de verandering om economische redenen was doorgevoerd.
Op 2 november 1984 werd gemeld dat er officieel een nieuw reclamebureau onder de naam Carabiner, Inc. was gestart. Het nieuwe agentschap dat Martí, Flores en Prieto had vervangen voor de reclameuitingen van González Padín, zou een compleet dienstenpakket aavelnbieden, maar met meer nadruk op de retailsector. De aankondiging werd gedaan in een persbericht van de toenmalige voorzitter van het nieuwe agentschap, Richard Serrano, die benadrukte dat het agentschap onafhankelijk is en geen eigendom is van González Padín. "Carabiner krijgt de leiding over de grote campagnes van González Padín en andere bedrijven binnen de González Padín-groep", aldus Serrano in het persbericht. "Hoewel ons agentschap is opgericht met de medewerking van González Padín, is Carabiner een totaal afzonderlijke entiteit met eigen beleid en identiteit, geen intern agentschap (eigen agentschap)", voegde hij toe.
In 1988 kocht General Gases & Supplies Corp., leverancier van industriële gassen en aanverwante producten, vier ijzerwarenwinkels in Los Muchachos van González Padín, in een commerciële transactie van meer dan $ 2.000.000. 
Op 24 november 1989 werd Axxents geopend in het winkelcentrum Plaza Las Américas, een nieuwe winkelformule van González Padín & Co., gespecialiseerd in de verkoop van parfums, schoonheidsproducten en accessoires - voor zowel vrouwen als mannen - en een huidverzorgingscentrum. Het elegante, ultramoderne  architectonische ontwerp gaf een zekere exclusiviteit aan deze winkel waar producten van gerenommeerde merken als Elizabeth Arden, Estée Lauder, Clinique, Lancôme en Ernő László werden verkocht. 
Op 12 december 1989 werd gemeld dat het merk Ernő László in het assortiment opgenomen zou worden op de locatie González Padín op Plaza las Américas. Destijds had het merk een beperkt aantal van 400 vestigingen in de meest prestigieuze winkels ter wereld. 
In december 1991 zou González Padín de luxe warenhuisketen Velasco op het eiland overnemen, die decennialang een concurrent van González Padín was geweest.
Op 9 november 1992 werd een nieuwe winkel geopend in het winkelcentrum Plaza del Caribe in Ponce., dat sinds 1976 in ontwikkeling was.

### Opheffing
Op 14 juli 1995 werd aangekondigd dat Dillard Department Stores had ingestemd met de overname van de González Padín & Co. warenhuisketen voor een onbekende prijs. De overname van González Padín, dat in 1994 een omzet van $ 65 miljoen had, gaf Dillard's toegang tot Puerto Rico. De overname was afhankelijk van goedkeuring door de overheid en voldoening aan andere voorwaarden, had Dillard's in een verklaring gezegd. Een woordvoerder van Dillard's zei dat er geen plannen waren om de naam van de winkels te veranderen in Dillard's, hoewel Dillard's dat meestal wel snel deed na overnames. Naast het verwerven van de zeven winkels van de keten op dat moment, had Dillard's ook ingestemd met het bouwen van een nieuwe winkel van 23.250 m² in het winkelcentrum Plaza las Américas.
Op 16 september 1995 maakte Dillard Department Stores, dat in juli had aangekondigd de warenhuizen Gonzalez Padin in Puerto Rico te willen kopen, bekend dat de deal niet doorging. Dillard's zei dat de partijen geen definitieve overeenkomst konden bereiken. De deal tussen Dillard's en González Padín had gevolgen voor Zuid-Florida, omdat Dillard's interesse had getoond om Dade County te betreden, waar Federated Department Stores de winkelcentra domineerde met zijn Burdines-, Bloomingdale's- en Macy's- winkels. In het beleid van winkelcentra zouden machtige ankerwinkels de toetreding van een concurrent kunnen blokkeren. De toetreding van Dillard's tot Puerto Rico zou de retailer uit Arkansas meer invloed hebben gegeven om de door Federated gedomineerde winkelcentra te betreden door een belangrijke ankerplaats te worden in het felbegeerde winkelcentrum Plaza las Américas in Puerto Rico, waar Burdines ook interesse had getoond. 
Op 31 oktober 1995 werd eindelijk gemeld dat de ruim honderd jaar oude Puerto Ricaanse warenhuisketen González Padín de volledige stopzetting van haar activiteiten had aangekondigd vanwege economische problemen. Onlangs vierde de winkelketen haar 112-jarig bestaan. De voorzitter van González Padín, Ricardo F. González, informeerde op 30 oktober over de liquidatie van de goederen en de sluiting van al haar vestigingen. González gaf aan dat het bedrijf de ernstige economische problemen waarmee het al jaren kampt, niet kon overwinnen vanwege de concurrentie van andere winkels op het eiland. "Zoals u weet, hebben we alle mogelijke alternatieven onderzocht en alle mogelijke oplossingen ingezet om deze uitkomst te voorkomen", aldus González. "Midden dit jaar dachten we de situatie te kunnen redden door te verkopen aan de keten Dillard's, maar deze pogingen mislukten om redenen buiten onze macht", aldus González. De sluiting begon op 30 oktober met de sluiting van de toenmalige hoofdvestiging in het winkelcentrum Plaza las Américas, waardoor veel werknemers die daar werkten, moesten vertrekken. In totaal werd geschat dat ongeveer 1.000 mensen die in González Padín werkten, eind december van dat jaar werkloos zouden zijn. Onder zijn paraplu had het andere winkels zoals Velasco, een andere keten van luxewarenhuizen in Puerto Rico, Zona Libre, Axxents, Home Store en de ijzerwarenwinkel Los Muchachos, die allemaal in december van dat jaar samen met de keten sloten. 